# Mark Dodd
Mark Dodd (ur. 14 września 1965 w Dallas) – piłkarz – reprezentant USA grający na pozycji bramkarza.

## Kariera klubowa
Mark Dodd piłkarską karierę rozpoczął w futsalowym klubie Dallas Sidekicks w 1989. W latach 1990–1996 grał w występującym w American Professional Soccer League klubie Colorado Foxes. Z Colorado dwukrotnie zdobył mistrzostwo APSL w 1992 i 1993. W 1996 roku został zawodnikiem występującego w nowo utworzonej Major League Soccer klubu Dallas Burn, w którym zakończył karierę w lutym 2000. Ogółem w MLS wystąpił w 92 meczach.

## Kariera reprezentacyjna
Mark Dodd zadebiutował w reprezentacji Stanów Zjednoczonych 15 września 1990 w meczu z Trynidadem i Tobago.
W 1992 roku wystąpił w pierwszej edycji Pucharze Konfederacji, który nosił wówczas nazwę Pucharu Króla Fahda. W tym turnieju był rezerwowym i nie wystąpił w żadnym meczu. Ogółem w latach 1990-1997 rozegrał w reprezentacji USA rozegrał 15 spotkań.